# San Jerónimo Tlacochahuaya
San Jerónimo Tlacochahuaya är en kommun i Mexiko.   Den ligger i delstaten Oaxaca, i den sydöstra delen av landet, 400 km sydost om huvudstaden Mexico City.
Följande samhällen finns i San Jerónimo Tlacochahuaya:
- Macuilxóchitl de Artigas Carranza